# Abarema brachystachya
Abarema brachystachya é uma espécie vegetal do gênero Abarema, da família Fabaceae.

## Sinônimos
- Feuilleea rhombea (Benth.) Kuntze
- Inga brachystachya DC.
- Mimosa lusoria Vell.
- Pithecellobium lusorium (Vahl) Benth.
- Pithecellobium rhombeum Benth.
- Pithecolobium lusorium (Vahl) Benth.
- Pithecolobium rhombeum Benth.